# Koniczyna rozdęta
Koniczyna rozdęta (Trifolium fragiferum L.) – gatunek rośliny wieloletniej należący do rodziny bobowatych. Występuje w Europie, zachodniej Azji i północnej Afryce, poza tym zawlekany. Podobnie jak inne koniczyny uprawiana jest jako roślina paszowa i dodawana w mieszankach traw w celu poprawy żyzności gleby (z powodu wiązania azotu w brodawkach korzeniowych).

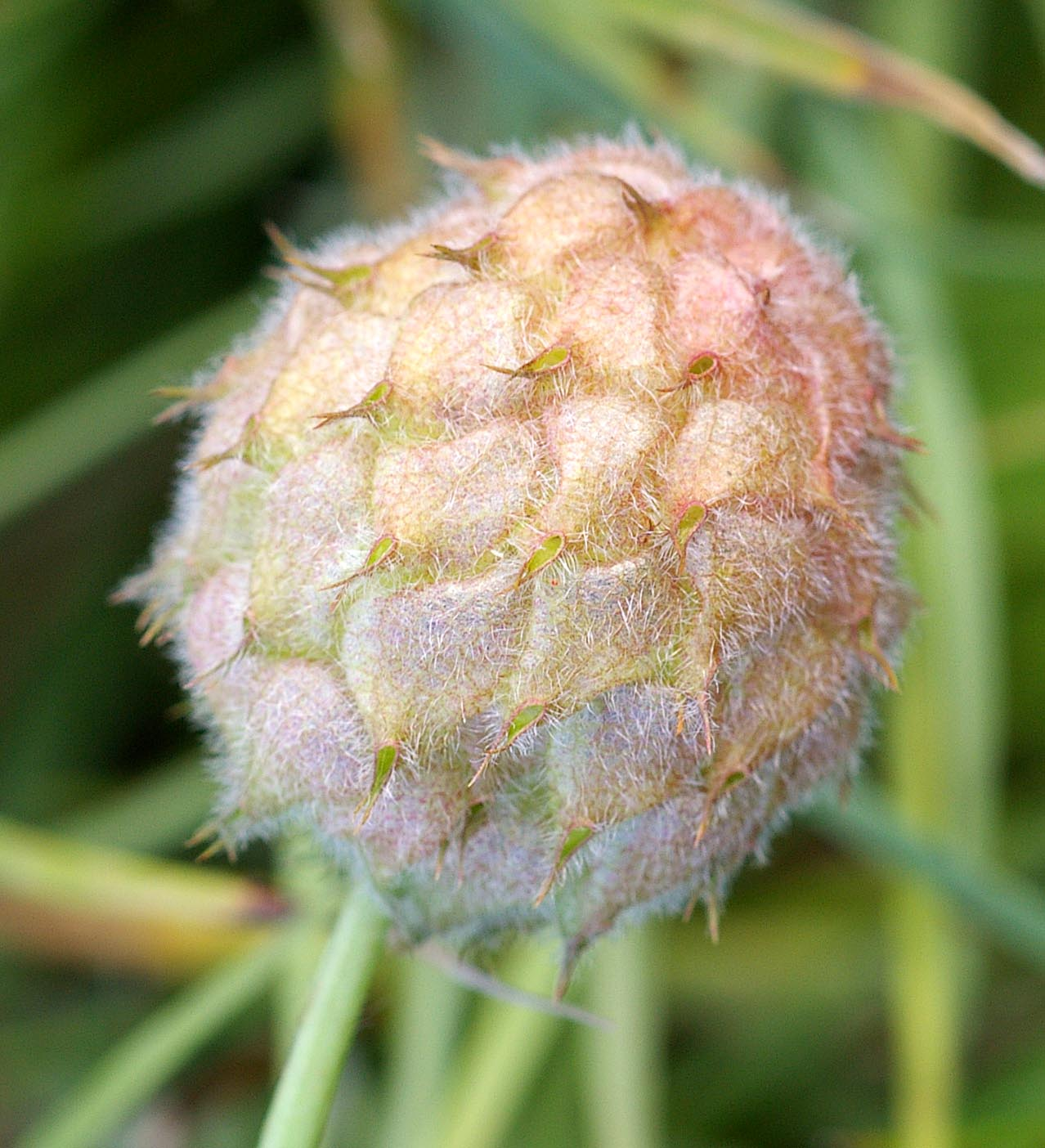
Owocostan z charakterystycznie rozdętymi kielichami

## Zasięg geograficzny
Rośnie na rozległych obszarach Europy z wyjątkiem jej północnych krańców – Islandii, północnej części Brytanii, Półwyspu Skandynawskiego i Rosji. Występuje w północnej Afryce – od Wysp Kanaryjskich, poprzez Maroko po Tunezję, i dalej na wschodzie na pojedynczych stanowiskach w Libii, Egipcie oraz w Etiopii. Rośnie na Bliskim Wschodzie po Iran i Pakistan na wschodzie oraz w rejonie Kaukazu i Syberii po Azję Środkową. Jako gatunek zawleczony koniczyna ta obecna jest w Ameryce Północnej, na Nowej Zelandii i w Australii. W Polsce gatunek rozpowszechniony na całym obszarze niżowym oraz na pogórzu.

## Morfologia
ŁodygaPłożąca się i korzeniąca w węzłach. Osiąga 15–75 cm długości. Jest naga, rzadko nieco owłosiona i słabo rozgałęziona.
LiścieZłożone z trzech eliptycznych lub jajowatych listków, drobno ząbkowanych, nagich, bez jasnych plam, często za to nieco sinawe. Nerwy boczne liczne, cienkie i tylko przy brzegu blaszki liściowej zgrubiałe, wielokrotnie rozgałęzione. Listki osiągają 10–28 mm długości i 5–19 mm szerokości. Przylistki duże, nagie, jajowatolancetowate, u dołu obłonione i tu zrośnięte z ogonkiem, w górze wolne i zaostrzone.
KwiatyMotylkowe, zebrane po 30–60 w gęste, kuliste lub jajowate główki o szerokości 12 mm. Szypuły kwiatostanowe proste lub nieco wygięte, nagie lub słabo owłosione w górze, osiągają od 4 do 25 cm wysokości. Kwiaty o długości od 4,5 do 7 mm osadzone są na krótkich szypułkach. Przysadki błoniaste, sięgają do końców kielichów, a u dołu zrastają się w okrywę otaczającą nasadę kwiatostanu. Kielich dwuwargowy do 5 mm długi, gęsto owłosiony i stąd białawy. Rurka kielicha cylindryczna, gęsto unerwiona. Górne ząbki lancetowate, długości rurki. Dolne ząbki są nieco szersze i dłuższe. Korona czerwona, różowa lub rzadziej biała. Żagielek ciemno żyłkowany, eliptyczny lub równowąski, na końcu zaokrąglony. Paznokieć stanowi 1/3 jego długości. Skrzydełka i łódeczka krótsze od żagielka. Słupek z prostą szyjką, w zalążni zawiera 1 do 3 zalążków.
OwoceStrąki jajowate, spłaszczone, zawierające 1–2 nerkowate i brązowawe nasiona. Owoce otulone są trwałymi i charakterystycznie rozrośniętymi podczas owocowania kielichami, których wargi górne są pęcherzykowato rozdęte i siatkowato żyłkowane. Owocostany osiągają ponad 3 cm średnicy.

## Biologia i ekologia
Bylina, hemikryptofit. Kwitnie od maja do września. Występuje na łąkach, pastwiskach, brzegach wód, szczególnie na glebach słonych.
Koniczyna ta uznawana jest za gatunek charakterystyczny dla związku zespołów Agropyro-Rumicion crispi i zespołu Blysmo-Juncetum compressi.

## Systematyka
Gatunek z podrodzaju Trifolium i sekcji Vesicastrum w obrębie rodzaju koniczyna Trifolium.
Poza podgatunkiem typowym (Trifolium fragiferum subsp. fragiferum), wyróżnia się:
- Trifolium fragiferum subsp. bonannii (C.Presl) Sojak – występuje głównie w południowej części zasięgu, tj. na południe od środkowych Niemiec, Polski, wzdłuż wybrzeży Morza Czarnego po rejon Kaukazu i Pakistan[4].
- Trifolium fragiferum subsp. pulchellum (Lange) Ponert – występuje na solniskach nadmorskich i śródlądowych. Rośliny drobne – osiągają do 10 cm wysokości, kwiatostany i kwiaty są mniejsze niż u formy typowej, tak samo listki (osiągają do 12 mm długości), łodygi są sztywne i krótkie[5].